# 2004年夏季残疾人奥林匹克运动会斯洛伐克代表团
2004年夏季残疾人奥林匹克运动会斯洛伐克代表团是斯洛伐克派出的2004年夏季残疾人奥林匹克运动会代表团。获得5枚金牌、3枚银牌和4枚铜牌。